# Lenah Jäder Sundberg
Lenah Margareta Jäder Sundberg, född 7 december 1953, är en svensk målare och grafiker.
Jäder Sundberg studerade treårig humanistisk bildestetisk linje på gymnasienivå 1972, Grundskolan för konstnärlig utbildning 1973, Nyckelviksskolan 1978-1980, konstvetenskap vid Stockholms universitet 1975, medieutbildning vid S:t Eriks folkhögskola 1977, gamla måleritekniker vid Roslagsskolan 1990, dräktens historia vid Dramatiska Institutet 1987, pedagogik med bildinriktning på Konstfack 1996, konst- och bildvetenskap vid Karlstad universitet 2011 samt kurser i grafik och kroki 1974.
Hon har ställt ut separat på bland annat Sillegården i Västra Ämtervik, Sundsbergs konsthall i Sunne, Kils Konstförening, Arvika Konsthantverk, Galleri Sjöhästen i Nyköping, Värmlands Konsthantverkare i Karlstad, Galleri Gjuteriet i Karlstad och Brunflo Konstförening i Östersund. Hon har medverkat i samlingsutställningar med bland annat Värmlands konstförenings Höstsalonger på Värmlands Museum, Konstfrämjandet i Karlstad, Kristinehamns konstmuseum, Arvika Konsthall, Galleri Krämaren i Örebro, Sliperiet i Borgvik, Rackstadmuseet, Livet Värt Att Leva i Karlstad domkyrka, Kristinehamns stadshus, Kajana i Finland, Centralsjukhusets bibliotek i Karlstad, Galleri Kvarnen i Filipstad, Toruń i Polen, Fryksta station i Kil, Bosjökloster, Hälsinglands länsmuseum i Hudiksvall, Åmål Konsthall, White gallery i Osaka Japan och SAK:s kunstforening i Svendborg Danmark.
Hon har utfört offentliga arbeten för Skanova i Karlstad, Forsnässkolan i Munkfors, Värmlands läns landsting och Region Värmland.
Vid sidan av sitt eget skapande har hon varit verksam som bildlärare på grund- och gymnasienivå samt arbetat med scenografi och kostymtillverkning för Västanå Teater.
Jäder Sundberg är representerad vid Värmlands läns landsting, Sörmlands läns landsting,
Hagfors kommun, Forshaga kommun, Munkfors kommun, Fagersta kommun, Karlstad kommun, Sörmlands museum, Värmlands museum, Industridepartementet i Stockholm och Lindsborg i USA.